# Arne Nielsson
Arne Nielsson, né le 11 mai 1962 à Glostrup, est un céiste danois pratiquant la course en ligne.

## Palmarès

### Jeux olympiques
- Médaille d'argent aux Jeux olympiques d'été de 1992 à Barcelone en C-2 1 000 m avec Christian Frederiksen[1].